# Melodi Grand Prix 2013
Der 51. Melodi Grand Prix diente dazu, den norwegischen Beitrag für den Eurovision Song Contest 2013 in Malmö zu finden. Als Siegerin ging Margaret Berger hervor. Ausstrahlender Sender war wie in jedem Jahr der Norsk Rikskringkasting NRK1 im Januar und Februar 2013. Die Moderatoren des norwegischen Vorentscheid waren Jenny Skavlan und Erik Solbakken.
Die Gewinnerin des Vorentscheides, Margaret Berger vertrat Norwegen beim Eurovision Song Contest 2013 mit dem Song I Feed You My Love in Malmö, Schweden und erreichte mit Platz 4 das beste Ergebnis seit Alexander Rybak 2009.

## Format
| Steinkjer |

| Florø |

| Larvik |

| Oslo |

### Konzept
Wie in den Vorjahren, wurden die Vorrunden des Melodi Grand Prix in unterschiedlichen norwegischen Städten abgehalten. Sieben Teilnehmer wurden pro Halbfinale vorgestellt, von denen sich jeweils drei Künstler für das Finale im Oslo Spektrum qualifizierten. Im Vorfeld der Halbfinals wurden 15-sekündige Vorschauclips mit den Songs der Teilnehmer auf nrk.no/mgp eingestellt.
Im Finale gab es dann zwei Abstimmungsrunden. In der ersten Runde wählten die Zuschauer per SMS-Abstimmung ihre vier Favoriten für das Gullfinale (Goldfinale) aus. Im Gullfinale vergaben dann drei regionale Jurys sowie fünf verschiedene Regionen Norwegens die Punkte, wo durch der Sieger ermittelt wurde.

### Sendungen
| Sendung     | Sendedatum       | Stadt     | Austragungsort      |
| ----------- | ---------------- | --------- | ------------------- |
| Delfinale 1 | 19. Januar 2013  | Steinkjer | Campus Steinkjer    |
| Delfinale 2 | 26. Januar 2013  | Florø     | Florø Idrettssenter |
| Delfinale 3 | 02. Februar 2013 | Larvik    | Arena Larvik        |
| Finalen     | 09. Februar 2013 | Oslo      | Oslo Spektrum       |

## Halbfinale

### Erstes Halbfinale
Das erste Halbfinale (Delfinale 1) fand am 19. Januar 2013 um 19:55 Uhr (MEZ) im Campus Steinkjer in Steinkjer statt.
| Platz | Startnr. | Interpret                      | Lied Musik (M) und Text (T)                                                      | Sprache    | Übersetzung (Inoffiziell)     |
| ----- | -------- | ------------------------------ | -------------------------------------------------------------------------------- | ---------- | ----------------------------- |
| 1.    | 4        | Gromth feat. Emil Solli-Tangen | Alone M: Gromth; T: Emil Solli-Tangen, Sven Atle Kopperud                        | Englisch   | Alleine                       |
| 2.    | 7        | Datarock                       | The Underground M: Fredrik Saroea; T: Fredrik Saroea, Pål Myran-Håland           | Englisch   | Der Untergrund                |
| 3.    | 1        | Vidar Busk                     | Paid My Way M: Tim Scott McConnell; T: Tim Scott McConnell, Vidar Busk           | Englisch   | Habe meinen Weg bezahlt       |
|       | 2        | Carina Dahl                    | Sleepwalking M/T: Carina Dahl, Ben Adams, Søren Pagh                             | Englisch   | Schlafwandelnd                |
|       | 3        | Tom Hugo                       | Det er du M/T: Tom Hugo Hermansen                                                | Norwegisch | Das bist du                   |
|       | 5        | Julie Bergan                   | Give A Little Something Back M/T: Julie Bergan, Ben Adams, Sara Skjoldnes        | Englisch   | Gib ein bisschen Etwas zurück |
|       | 6        | Mimi Blix                      | Catch Me M: Dr. Shiver, Luca Monticelli, Mauro Cottini; T: Dr. Shiver, Mimi Blix | Englisch   | Fang mich                     |

 Kandidat hat sich für das Finale qualifiziert.

### Zweites Halbfinale
Das zweite Halbfinale (Delfinale 2) fand am 26. Januar 2013 um 19:55 Uhr (MEZ) im Florø Idrettssenter in Florø statt.
| Platz | Startnr. | Interpret        | Lied Musik (M) und Text (T)                                            | Sprache    | Übersetzung (Inoffiziell)         |
| ----- | -------- | ---------------- | ---------------------------------------------------------------------- | ---------- | --------------------------------- |
| 1.    | 7        | Margaret Berger  | I Feed You My Love M/T: Karin Park, Robin Lynch, Niklas Olovson        | Englisch   | Ich füttere dich mit meiner Liebe |
| 2.    | 5        | Fjellfolk        | Ulvetuva M/T: Trym Bjønnes                                             | Norwegisch | Wolf-Tuwa                         |
| 3.    | 2        | Annsofi          | I'm With You M/T: Alexander Rybak                                      | Englisch   | Ich bin bei dir                   |
|       | 1        | Martin Blomvik   | Det vakje mi tid M/T: Martin Blomvik, Bjørn Johan Muri, Mats Weinholdt | Norwegisch | Es war nicht meine Zeit           |
|       | 3        | Shackles         | On Hold M/T: Silya Nymoen, KeiOne, John Lundvik                        | Englisch   | Am halten                         |
|       | 4        | Hank von Helvete | No One M: Josefin Winther, Magnus Åserud Skylstad; T: Josefin Winther  | Englisch   | Niemand                           |
|       | 6        | Haji             | Shine With Me M/T: Haji, Morad Aziman                                  | Englisch   | Leuchte mit mir                   |

 Kandidat hat sich für das Finale qualifiziert.

### Drittes Halbfinale
Das dritte Halbfinale (Delfinale 3) fand am 2. Februar 2013 um 19:55 Uhr (MEZ) in der Arena Lavik in Lavik statt.
Am 4. Februar 2013 erhielt die Band Lucky Lips eine Wildcard von NRK für das Finale.
| Platz | Startnr. | Interpret       | Lied Musik (M) und Text (T)                                                | Sprache                        | Übersetzung (Inoffiziell)      |
| ----- | -------- | --------------- | -------------------------------------------------------------------------- | ------------------------------ | ------------------------------ |
| 1.    | 2        | Adelén          | Bombo M/T: Ina Wroldsen, Quiz & Larossi                                    | Englisch, Spanisch             | —                              |
| 2.    | 7        | Sirkus Eliassen | I Love You Te Quiero M: Magnus Eliassen; T: Magnus Eliassen, Erik Eliassen | Norwegisch, Spanisch, Englisch | Ich liebe dich, ich liebe dich |
| 3.    | 4        | Gaute Ormåsen   | Awake M/T: Gaute Ormåsen, Fredrik Borgen, Jesper Borgen                    | Englisch                       | Wach                           |
|       | 1        | Gothminister    | Utopia M/T: Bjørn Alexander Brem                                           | Englisch                       | Utopie                         |
|       | 3        | Lucky Lips      | Sweet And Heavy M/T: Malin Pettersen                                       | Englisch                       | Süß und schwer                 |
|       | 5        | Anina           | The Young M/T: Anina, Mattias Frändå, Johan Åsgärde                        | Englisch                       | Die Jungen                     |
|       | 6        | Winta           | Not Afraid M: Beyond 51; T: Beyond 51, Winta                               | Englisch                       | Keine Angst                    |

 Kandidat hat sich für das Finale qualifiziert.
 Kandidat hat sich per Wildcard für das Finale qualifiziert.

## Finale
Das Finale (Finalen) fand am 9. Februar 2013 um 20:00 Uhr (MEZ) im Oslo Spektrum in Oslo statt.
Als Pausenfüller sind der letztjährige Gewinner des Melodi Grand Prix Tooji sowie die Siegerin des Eurovision Song Contest 2012 Loreen aufgetreten.
| Startnr. | Interpret                      | Lied Musik (M) und Text (T)                                                | Sprache                        | Übersetzung (Inoffiziell)         |
| -------- | ------------------------------ | -------------------------------------------------------------------------- | ------------------------------ | --------------------------------- |
| 01       | Vidar Busk                     | Paid My Way M: Tim Scott McConnell; T: Tim Scott McConnell, Vidar Busk     | Englisch                       | Habe meinen Weg bezahlt           |
| 02       | Fjellfolk                      | Ulvetuva M/T: Trym Bjønnes                                                 | Norwegisch                     | Wolf-Tuwa                         |
| 03       | Adelén                         | Bombo M/T: Ina Wroldsen, Quiz & Larossi                                    | Englisch, Spanisch             | —                                 |
| 04       | Gromth feat. Emil Solli-Tangen | Alone M: Gromth; T: Emil Solli-Tangen, Sven Atle Kopperud                  | Englisch                       | Alleine                           |
| 05       | Gaute Ormåsen                  | Awake M/T: Gaute Ormåsen, Fredrik Borgen, Jesper Borgen                    | Englisch                       | Wach                              |
| 06       | Lucky Lips                     | Sweet And Heavy M/T: Malin Pettersen                                       | Englisch                       | Süß und schwer                    |
| 07       | Datarock                       | The Underground M: Fredrik Saroea; T: Fredrik Saroea, Pål Myran-Håland     | Englisch                       | Der Untergrund                    |
| 08       | Annsofi                        | I'm With You M/T: Alexander Rybak                                          | Englisch                       | Ich bin bei dir                   |
| 09       | Margaret Berger                | I Feed You My Love M/T: Karin Park, Robin Lynch, Niklas Olovson            | Englisch                       | Ich füttere dich mit meiner Liebe |
| 10       | Sirkus Eliassen                | I Love You Te Quiero M: Magnus Eliassen; T: Magnus Eliassen, Erik Eliassen | Norwegisch, Spanisch, Englisch | Ich liebe dich, ich liebe dich    |

 Kandidat hat sich für das Goldfinale qualifiziert.

### Goldfinale

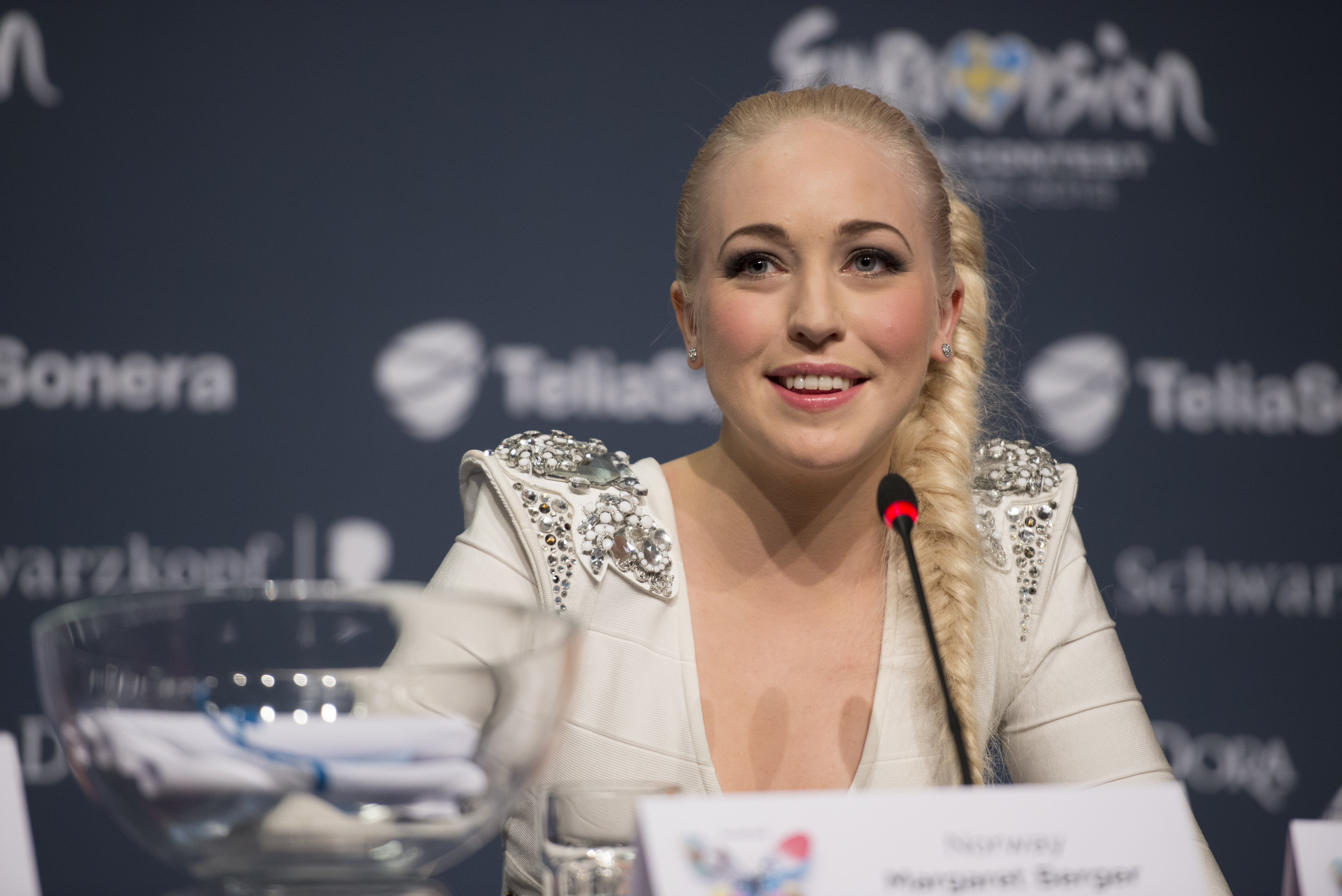
Die Gewinner der norwegischen Vorentscheidung: Margaret Berger

| Platz | Startnr. | Interpret       | Lied Musik (M) und Text (T)                                                | Jurystimmen nach Stadt | Jurystimmen nach Stadt | Jurystimmen nach Stadt | Zuschauerstimmen nach Region (SMS) | Zuschauerstimmen nach Region (SMS) | Zuschauerstimmen nach Region (SMS) | Zuschauerstimmen nach Region (SMS) | Zuschauerstimmen nach Region (SMS) | Gesamt  |
| Platz | Startnr. | Interpret       | Lied Musik (M) und Text (T)                                                | Steinkjer              | Florø                  | Larvik                 | Midt-Norge                         | Nord-Norge                         | Vestlandet                         | Sørlandet                          | Østlandet                          | Gesamt  |
| ----- | -------- | --------------- | -------------------------------------------------------------------------- | ---------------------- | ---------------------- | ---------------------- | ---------------------------------- | ---------------------------------- | ---------------------------------- | ---------------------------------- | ---------------------------------- | ------- |
| 1.    | 3        | Margaret Berger | I Feed You My Love M/T: Karin Park, Robin Lynch, Niklas Olovson            | 4.000                  | 4.000                  | 4.000                  | 15.105                             | 0900                               | 14.558                             | 16.621                             | 42.848                             | 102.032 |
| 2.    | 1        | Adelén          | Bombo M/T: Ina Wroldsen, Quiz & Larossi                                    | 2.000                  | 1.000                  | 3.000                  | 06.410                             | 1.032                              | 08.226                             | 11.907                             | 25.839                             | 053.414 |
| 3.    | 4        | Sirkus Eliassen | I Love You Te Quiero M: Magnus Eliassen; T: Magnus Eliassen, Erik Eliassen | 3.000                  | 2.000                  | 1.000                  | 05.694                             | 2.254                              | 04.877                             | 07.342                             | 15.280                             | 035.447 |
| 4.    | 2        | Annsofi         | I'm With You M/T: Alexander Rybak                                          | 1.000                  | 3.000                  | 2.000                  | 02.828                             | 0308                               | 03.350                             | 05.223                             | 13.517                             | 025.226 |